# Def & Def
「Def & Def」（デフ アンド デフ）は、バニラビーンズのミニアルバム。

## 概要
CD-EXTRA仕様、本人達出演のロート製薬「薬用メンソレータムリフレア D&D」CFとそのメイキング映像を収録。

## 収録曲
1. D & D
ロート製薬「薬用メンソレータムリフレア D&D」CF曲。
テレビ東京系アニメ「アニソ〜ンぷらす」5月度のオープニングテーマ曲。
PVあり。内容はTBS系音楽番組「ザ・ベストテン」のパロディになっている。冒頭でお笑いコンビのダイノジが演歌デュオ役で出演している。
2. DANZEN!ふたりはプリキュア Ver. Max Heart
アニメ映画「ふたりはプリキュア Max Heart」主題歌のカバー。
3. ハッピー☆マテリアル
テレビ東京系アニメ「魔法先生ネギま!」主題歌のカバー。
4. D & D （Doki Doki Mix)
5. 不思議色ハピネス
日本テレビ系アニメ「魔法のスターマジカルエミ」主題歌のカバー。
6. LaLaLa 〜くちびるに願いをこめて〜
テレビ東京系アニメ「魔法のステージファンシーララ」主題歌のカバー。